# Els Segadors
Els Segadors (Oost-Catalaans: [əɫs səɣəˈðos], West-Catalaans [eɫs seɣaˈðos]; "De Oogsters") is het officiële volkslied van Catalonië. Het is door het Catalaanse parlement officieel verklaard op 25 februari 1993, echter onofficieel is het altijd al als volkslied gebruikt.

## Oorsprong
De tekst is geschreven door Emili Guanyavents i Jané in 1899; de muziek werd gemaakt door Francesc Alió i Brea in 1892 en was een bewerking van een populaire, al bestaande melodie. Het lied komt eigenlijk uit 1640 toen er in Catalonië een door Frankrijk gesteunde opstand ontstond als reactie op de excessen van Spaanse huurlingen, die tijdens de dertigjarige oorlog onder koning Filips IV tegen Frankrijk vochten. De gangbare officiële versie van het lied werd in 1993 opgenomen door de Cobla La Principal de la Bisbal.

## Tekst
| Els Segadors (Catalaans) Catalunya triomfant, tornarà a ser rica i plena. Endarrera aquesta gent tan ufana i tan superba. Tornada: Bon cop de falç! Bon cop de falç, defensors de la terra! Bon cop de falç! Ara és hora, segadors. Ara és hora d'estar alerta. Per quan vingui un altre juny, esmolem ben bé les eines. Tornada Que tremoli l'enemic, en veient la nostra ensenya. Com fem caure espigues d'or, quan convé seguem cadenes. Tornada | De Oogsters (Nederlandse vertaling) Het triomferende Catalonië wordt opnieuw rijk en welgesteld. Weg met al die verwaande, en arrogante lieden. Refrein: Goede zwaai met de sikkel! Goede zwaai met de sikkel, verdedigers van het land! Goede zwaai met de sikkel! Het is tijd, oogsters. Het is tijd, we moeten alert zijn. Als er een nieuwe juni komt, moet ons gereedschap scherp zijn. Refrein De vijand beve, bij het zien van onze vlag. Zoals we gouden tarwe-aren maaien, breken we ook ketens, als 't moet. Refrein |

- Bibliothèque nationale de France: cb13618237n (data)
- Gemeinsame Normdatei: 1128457415
- MusicBrainz work: 98a310b4-214f-33a7-b131-15a86206f8a3
- Système universitaire de documentation: 056591381
- Virtual International Authority File: 313533883